# Subhysteropycnis
Subhysteropycnis is een monotypisch geslacht van schimmels behorend tot de familie Arthoniaceae. Het bevat alleen de soort Subhysteropycnis maculiformans